# 과즙세연
과즙세연(본명: 인세연, 2000년 11월 9일~)은 숲에서 방송을 하는 대한민국의 인터넷 방송인이다. 2019년 아프리카TV에서 방송을 시작하였고, 2021년과 2022년 아프리카TV BJ대상에서 올해의 상 토크BJ를 수상하였다.
2024년 넷플릭스 예능 《더 인플루언서》에 출연하게 되어, 영향력을 검증받은 대한민국 대표 77인의 인플루언서 출연진 명단에 이름을 올렸다.
예명 과즙세연은 몸에 과즙이 많다는 것을 비유하기 위해서 지은 예명이라고 하며 의도적이지는 않다고 해명했다.

## 논란

### 방시혁과 LA 동행 논란
과즙세연이 친언니와 함께 하이브 의장인 방시혁과 LA 베벌리힐스의 거리를 걸어다니는 모습이 한 유튜브 채널에 포착되어 논란이 되었다.

### 먹튀
과즙세연이 온라인 방송 플랫폼 아프리카TV BJ로 활동하면서 열혈 시청자들의 돈을 거액 먹튀하였다는 의혹으로 논란이 되었다. 과즙세연은 명백한 허위사실이라고 밝히며, 법정 대응을 예고하였다.

## 학력
- 당진정보고등학교 (졸업)